# Marcara Avanchintz
 (septembre 2022).
Marcara Avanchintz (appelé aussi Avanchins, Avanchinz) est un puissant négociant arménien du XVIIe siècle, originaire d'Ispahan, en Perse, entré au service de Louis XIV.

## Biographie

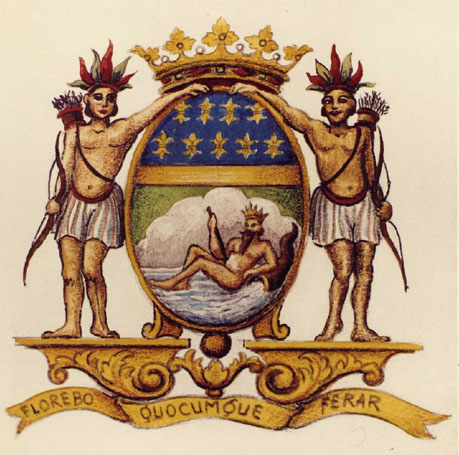
Les armoiries de la Compagnie française des Indes orientales, avec sa devise : « Florebo quocumque ferar » (« Je m'épanouirai partout où je serai emporté. »)

Marcara Avanchintz naît dans une famille aisée entre 1627 et 1632 à la Nouvelle-Djolfa, le faubourg arménien d'Ispahan en Iran.
Dans les années 1650, ce marchand est fixé au port de Livourne en Toscane, où il commerce avec la Turquie, la Perse et les Indes. Après 1657, il connaît des difficultés financières en raison de la faillite de son banquier Joseph Armand, ce qui lui vaut des démêlés avec la police de Florence.
En 1666, il devient un collaborateur de la Compagnie française des Indes orientales nouvellement fondée par Jean-Baptiste Colbert en 1664, avec François Caron, son supérieur direct, et François de la Faye.
Marcara arrive en Inde en mai 1669, au royaume de Golconde où il avait des relations haut placées, et réussit à obtenir un accord commercial (un firmân) pour les Français, qui les autorisait à ouvrir un comptoir dans le port de Masulipatam,.
En 1670, un conflit oppose Marcara à Caron, après que ce dernier lui proposa de toucher des pots-de-vin dans le commerce de la Compagnie française des Indes orientales. Marcara est alors un temps emprisonné sous l'accusation de favoriser le commerce arménien, avant d'être libéré en 1675 et de pouvoir retourner en France. À son retour, Marcara lance un procès contre la Compagnie française des Indes orientales, qu'il remporte avec l'aide du parti dévot en faisant valoir l'atout de sa confession catholique arménienne. Le 30 mars 1680, Louis XIV l'absout de toutes les accusations portées contre lui.